# Piopolis (Quebec)
Piopolis es un municipio canadiense situado en la provincia de Quebec.

## Superficie
Piopolis tiene una superficie de 103,38 km².

## Demografía
En 2021, tenía 398 habitantes, una densidad poblacional de 3,8 hab./km², y 315 viviendas.